# (4266) Waltari
(4266) Waltari es un asteroide perteneciente al cinturón de asteroides, descubierto el 28 de diciembre de 1940 por Yrjö Väisälä desde el Observatorio de Iso-Heikkilä, en Turku, Finlandia.

## Designación y nombre
Designado provisionalmente como 1940 YE, fue nombrado Waltari en honor al escritor finlandés Mika Waltari.